# جوي إيستر
جوي إيستر  (بالفرنسية: Joy Esther)‏ (14 يونيو 1984)، هي مغنية وممثلة فرنسية إسبانية.

## حياتها ومشوارها
ولدت جوي إيستر في ليون. تلقت في طفولتها دروسا في الغناء والمسرح، بالإضافة إلى كرة القدم، ألعاب القوى والجودو في مدرسة كور فلوران ل3 سنوات. أخدت أيضا دروسا في الرقص المعاصر، وتعلمت عزف الغيتار ذاتيا.
بدأت مشوارها في سن ال8 بعد ظهورها في بعض الاعلانات مثل كوداك، وعملت مع المصوران جون بابتيست موندينو وجون بول غود. من عمر 11 إلى 18، ظهرت في عدة أفلام ومسلسلات، وتعلمت في نفس الوقت دروس في المسرح، الغناء، الإيتار، والبيانو. في سن ال19، كانت من ضمن 3 شخصيات رئيسة في المسرحية الكوميدية جميل، جميل، جميل (بالفرنسية: Belles, Belles, Belles)‏ التي تم أدائها في مسرح الأولمبيا بباريس لشهرين.
سنة 2006، أدت دور جولييت في جولة أسيوية لمسرحية روميو وجولييت، من الكراهية إلى الحب (بالفرنسية: Roméo et Juliette, de la Haine à l'Amour)‏. حيث تم أداء 200 عرض في كل من سول، كوريا الجنوبية، تايبيه وتايوان، متبوعا ب40 عرض في باريس في قصر مؤتمرات باريس سنة 2010. من أكتوبر 2012 إلى يناير 2013 تم أداء العرض في اليابان في طوكيو وأوساكا، وبعدها في الصين في شنغهاي.
شاركت جوي في برنامج الرقص مع النجوم في موسمه الثامن المذاع على تي أف 1.

## الحياة الشخصية
تزوجت جوي إيستر في سبتمبر 2009 بالمغني الفرنسي دامين سارغي في لاس فيغاس. وتطلقا أواخر 2010.

## فيلموغرافيا

### التلفزيون
| السنة   | الإسم                 | الإسم الأصلي                  | الدور        |
| ------- | --------------------- | ----------------------------- | ------------ |
| 1997    | مهمة حماية عن كثب     | Mission protection rapprochée | آن جانسون    |
| 1999    | امرأة بشرف            | Une femme d'honneur           | آليس         |
| 2008    | لا أسرار بيننا        | Pas de secrets entre nous     | أورييل       |
| 2008    | على الخيط             | Sur le fil                    | كارولين      |
| 2008    | الآنسة جوبيرت         | Mademoiselle Joubert          | جوس          |
| 2009    | باريس 16              | Paris 16e                     | إيزابيل      |
| 2009    | تفهم وغفران           | Comprendre et pardonner       | فيكتوار      |
| 2009    | R.I.S، الشرطة العلمية | R.I.S, police scientifique    | زيو جيرارد   |
| 2011    | الغناء!               | Chante!                       | نويمي        |
| 2012    | الجنة الجنائية        | Paradis criminel              | فيرجيني      |
| 2012–17 | جيراننا الأعزاء       | Nos Chers Voisins             | كليو فارينكو |

### المسرح
| السنة   | الإسم                               | الإسم الأصلي                             | الدور         |
| ------- | ----------------------------------- | ---------------------------------------- | ------------- |
| 2003–04 | جميل جميل جميل                      | Belles belles belles                     | إيميلي        |
| 2007–13 | روميو وجولييت، من الكراهية إلى الحب | Roméo et Juliette, de la Haine à l'Amour | جولييت كابولي |